# Bartonville (Illinois)
Pour les articles homonymes, voir Bartonville (homonymie) et Barton.
Bartonville est un village situé au centre-est du comté de Peoria dans l'Illinois, aux États-Unis,. Il est incorporé le 9 décembre 1903.

## Démographie
Lors du recensement de 2010, le village comptait une population de 6 471 habitants. Elle est estimée, en 2016, à 6 332 habitants.

### Source de la traduction
- (en) Cet article est partiellement ou en totalité issu de l’article de Wikipédia en anglais intitulé « Bartonville, Illinois » (voir la liste des auteurs).